# Oratorio San Giovanni Decollato

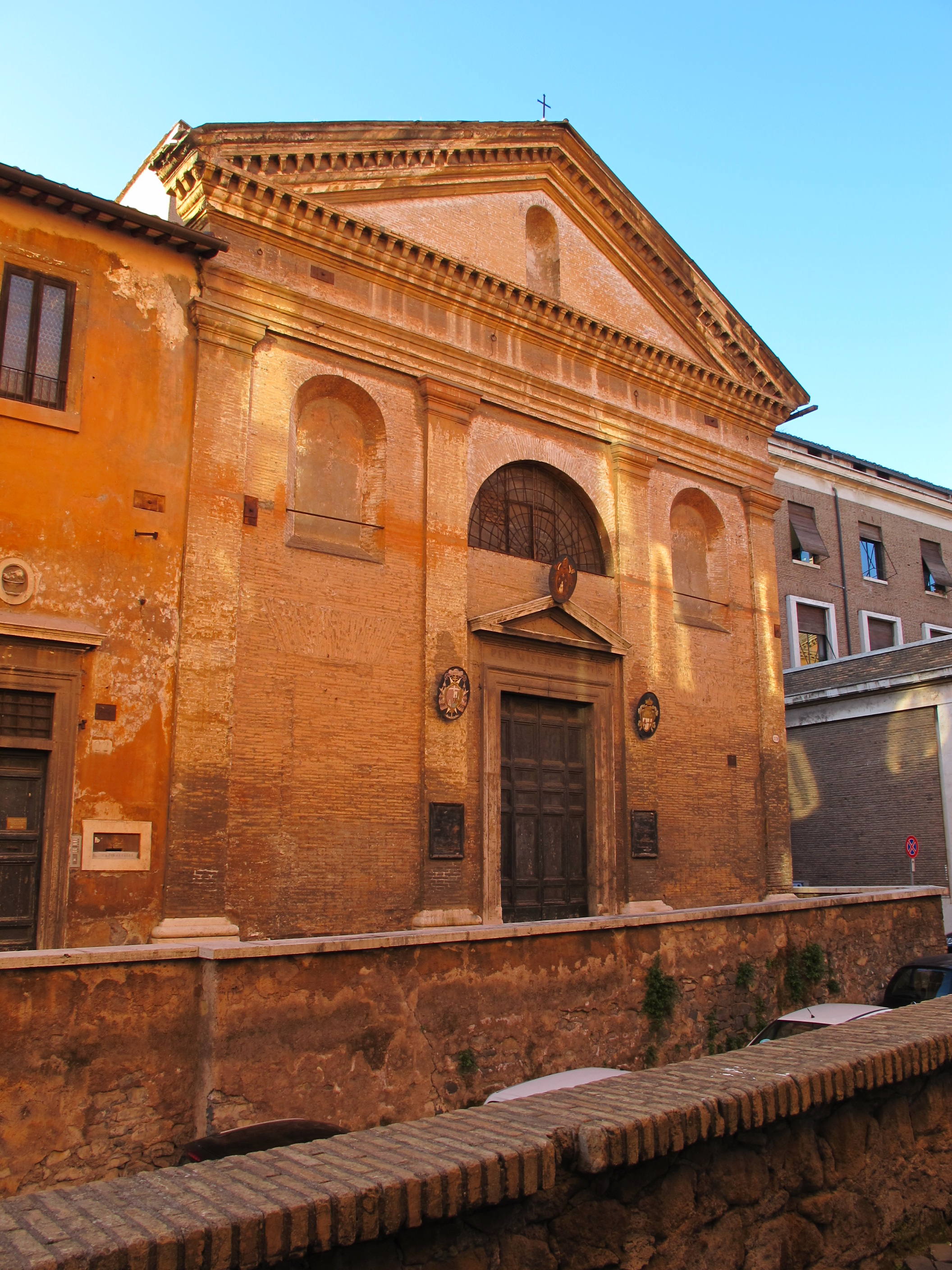
Extérieur

L'Oratorio San Giovanni Decollato, est une église de Rome, de style Renaissance.

## Description
Construite au XVIe siècle, l'Oratorio San Giovanni Decollato appartenait à la fondation florentine Archifraternité de la Miséricorde qui avait été créée en 1488 par les fidèles vivant à Florence et à Rome (avec l'aide du pape Innocent VIII). Parmi eux on trouvait Michel-Ange. L'oratoire était destiné à assister les condamnés à mort. La fondation avait le privilège de pouvoir libérer un condamné le 29 août de chaque année, ceci en commémoration de la date anniversaire de la découverte de la tête de saint Jean-Baptiste en Syrie.
Outre l'église décorée par Niccolò Pomarancio et par Vasari, les flancs de l'oratoire adjacents à l'église comportent des œuvres considérées comme une sorte de résumé du maniérisme italien. Ses murs, presque entièrement peints à fresque, contiennent de nombreuses œuvres d'artistes du XVIe siècle, mélange de foi et d'art, à la gloire de saint Jean-Baptiste patron de leur ville.

## Architecture
L'Église est de style Renaissance toscane.

## Intérieur

### Église
L'église comporte une seule travée, décorée de peintures et statues.
Sur la droite on trouve les œuvres suivantes :
- Premier autel : Nativité de saint Jean-Baptiste de Jacopo Zucchi (1585).
- Deuxième autel : Incrédulité de saint Thomas copie d'une œuvre de Francesco Salviati[1] et probablement de Jacopo Zucchi[2] (1580).
- La Visitation du Pomerancio (Cristoforo Rancalli).

Au-dessus de l'autel principal du XVIIIe siècle : 
- La Décollation de saint Jean-Baptiste de Giorgio Vasari (1553).

Sur la gauche :
- Premier autel : Assomption de Marie de Jacopo Zucchi (1550).
- Deuxième autel : Le Martyre de saint Jean évangéliste de Giovanni Battista Naldini (1580)

### L'oratoire
Il a été réalisé entre 1530 et 1535 et fut décoré à partir de 1553 par d'importants peintres maniéristes toscans.
À partir de la droite :
- Prêche de Saint Jean-Baptiste de Jacopino del Conte (1535).
- La Naissance de saint Jean-Baptiste de Francesco Salviati (1551).
- La Visitation de Francesco Salviati (1538).
- L'Annonciation à Zaccarie de Jacopino del Conte.

Au-dessus de l'autel, la Déposition est de Jacopino del Conte tandis que sur les côtés les saints Bartholomée et André sont de Salviati.

Sur la gauche :
- La Décollation de saint Jean-Baptiste de Pirro Ligorio (1553).
- La Danse de Salomé de Pirro Ligorio (1550).
- l'Arrestation de saint Jean-Baptiste de Battista Franco (1541).
- le Baptême du Christ de Jacopino del Conte (1541).

### Le cloître
Reconstruit en 1600 par Clément VIII. On y trouve des pierres tombales, ainsi que sept urnes circulaires où on recueillait les restes des condamnés.
Dans une salle adjacente sont conservés des objets emblématiques comme le panier ayant recueilli la tête de Beatrice Cenci, la capuche de Giordano Bruno et de nombreuses tablettes sacrées qui étaient maintenues devant le condamné jusqu'à ses derniers moments.

### Extérieur
La façade austère est en briques rouges et a été complétée en 1504.

## Sources
- Marco De Berardinis, « églises romaines de la renaissance/San Giovanni Reccollato » in Roma SPQR (Traduction partielle).